# Lista de membros da Royal Society eleitos em 1937
Esta página lista Membros da Royal Society eleitos em 1937.

## Fellows
- John Desmond Bernal
- Albert Chibnall
- George Roger Clemo
- Sir Alan Nigel Drury
- Harold Munro Fox
- William Edward Garner
- Sydney Goldstein
- Percival Hartley
- Herbert Leader Hawkins
- John Ernest Holloway
- William Hume-Rothery
- Thomas Godfrey Mason
- James Reid Moir
- Sir Marcus Oliphant
- Carl Pantin
- Sir David Randall Pye
- Edmund Clifton Stoner

## Foreign Members
- Schack August Steenberg Krogh
- Otto Fritz Meyerhof
- Henry Norris Russell

## Estatuto 12
- Alexandre de Teck